# Artiemij Geurkow
Artiemij Grigorjewicz Geurkow (ros. Артемий Григорьевич Геурков, ur. 1901, zm. 29 września 1937) – radziecki działacz partyjny i państwowy.
Od 1919 należał do RKP(b), od 13 stycznia 1932 do 13 kwietnia 1937 był sekretarzem odpowiedzialnym/I sekretarzem Adżarskiego Komitetu Obwodowego Komunistycznej Partii (bolszewików) Gruzji i do 29 września 1937 zastępcą przewodniczącego Rady Komisarzy Ludowych Gruzińskiej SRR. 20 grudnia 1935 został odznaczony Orderem Lenina. Zmarł śmiercią samobójczą.